# 東京都立多摩桜の丘学園
東京都立多摩桜の丘学園（とうきょうとりつ たまさくらのおかがくえん）は、東京都多摩市に所在する都立の特別支援学校である。知的障害教育部門および肢体不自由教育部門を併せ持ち、小学部・中学部・高等部が設置されている。

## 沿革
- 1984年11月1日 - 東京都立多摩養護学校（仮称）開設準備担当として校長・大石坦が発令。開設準備室を東京都立町田養護学校に設置[1]。
- 1984年12月20日 - 都立学校設置条例の一部改正により校名・校舎敷地地番が決定（東京都多摩市聖ヶ丘1丁目17番地1号）、校長に大石坦が正式発令。
- 1985年2月1日 - 教育目標、校章、校歌を制定。
- 1985年4月1日 - 東京都立多摩養護学校が開校。
- 1985年4月6日 - 第1学期始業式、スクールバス運行開始。
- 1985年4月10日 - 第1回入学式を挙行。学級数：小学部16、中学部14、高等部6（計36学級）、児童生徒数180名、教職員99名（教育職員84名、事務系職員15名）。
- 1985年4月17日 - 開校式を実施。
- 1985年5月2日 - 開校記念日。
- 1985年6月11日 - PTA、同窓会（さくら会）を設立。
- 1985年9月7日 - 校舎落成式を挙行。
- 1986年3月18日 - 第1回卒業式（高等部）を挙行。卒業生11名。
- 1986年3月20日 - 第1回卒業式（小学部・中学部）を挙行。卒業生：小学部15名、中学部16名。
- 1987年11月1日 - 実習棟落成式を挙行。
- 1990年4月1日 - 緒方惟淳が校長に着任。
- 1994年4月1日 - 飯野順子が校長に着任。
- 1995年4月13日 - 島田分教室開設式を実施。
- 1995年10月20日 - 開校10周年記念実践報告会を開催。
- 1996年2月17日 - 10周年記念学習発表会、記念の集いを開催。
- 1996年3月19日 - 第11回卒業式（高等部）。卒業生32名。
- 1996年3月22日 - 第11回卒業式（小学部・中学部）。卒業生：小学部8名、中学部13名。
- 1996年3月31日 - 東京都立南大沢学園養護学校新設に伴い、第2学部（知的障害）の児童・生徒54名が転校。
- 1997年4月1日 - 渡理紀正が校長に着任。
- 2001年4月1日 - 市川健一が校長に着任。
- 2004年4月1日 - 依田明が校長に着任。
- 2005年12月8日 - 20周年公開研究会を開催。
- 2006年1月27日 - 20周年記念式典を挙行。
- 2007年4月1日 - 知的障害教育部門を設置。
- 2008年4月1日 - 校名を「東京都立多摩桜の丘学園」に変更。
- 2008年7月15日 - 校舎増築工事着工。
- 2010年2月16日 - 第1校舎改修工事着工。
- 2010年2月22日 - 第2校舎増築工事竣工。
- 2010年4月1日 - 杉野学が校長に着任。知的障害教育部門中学部・高等部を開設。都立南大沢学園特別支援学校の小・中学部閉課程に伴い児童・生徒が転入。
- 2010年6月12日 - 校舎落成式典を実施。
- 2011年3月30日 - 第1校舎改修工事竣工。
- 2012年1月25日 - OJT実践報告会を開催。
- 2012年4月1日 - 学校介護職員を配置。
- 2012年4月10日 - 第28回高等部入学式。知的障害教育部門高等部が3学年そろい、同部門への移行が完了。
- 2013年3月19日 - 第28回高等部卒業式。知的障害教育部門高等部の第1期生が卒業。
- 2014年1月24日 - OJT実践報告会を開催。
- 2015年1月23日 - OJT実践報告会を開催。
- 2015年4月1日 - 山本優が校長に着任。
- 2018年3月20日 - 東京都教育委員会より「子供の体力向上推進校」として表彰される。
- 2018年4月1日 - 校名変更10周年を迎える。
- 2019年1月18日 - 文部科学大臣より「キャリア教育優良校」として表彰される。
- 2019年4月1日 - 東京都教育委員会より「オリンピック・パラリンピック教育アワード校」として表彰される。
- 2020年2月7日 - 全国公開授業研究会を開催。
- 2020年2月15日 - 多摩市より「善行青年賞」の表彰を受ける。
- 2020年3月20日 - 東京都教育委員会より「子供の体力向上推進校」として表彰される。
- 2020年4月1日 - 東京都教育委員会より「オリンピック・パラリンピック教育アワード校」として再度表彰される。
- 2021年4月1日 - 伴光明が校長に着任。
- 2021年4月1日 - 東京都教育委員会より「オリンピック・パラリンピック教育アワード校」として再度表彰される。
- 2022年4月1日 - 東京消防庁より「地域の防火防災功労賞」の表彰を受ける。
- 2023年4月1日 - 丹野哲也が校長に着任。
- 2024年4月1日 - 西田良児が校長に着任。

## 児童・生徒数
- 355名（令和7年度）[2]

## 通学区域
知的障害教育部門（小学部・中学部）
- 多摩市全域
- 稲城市全域
- 八王子市
  - 鹿島、松が谷、大塚、東中野、堀之内、越野、松木、別所、南大沢、上柚木、鑓水、中山、南陽台[3]

知的障害教育部門（高等部）
- 多摩市（下記以外の地域）
  - 東京都立八王子南特別支援学校の学区：和田、落合、鶴牧、山王下、中沢、唐木田、南野三丁目
- 稲城市全域

肢体不自由教育部門
- 多摩市全域
- 稲城市全域
- 八王子市
  - 鹿島、松が谷、大塚、東中野、堀之内、越野、松木、別所、南大沢、上柚木、下柚木、鑓水、中山、南陽台[4]

## 学校間交流
- 多摩市立聖ヶ丘小学校 [5]
- 多摩市立連光寺小学校
- 多摩市立北諏訪小学校
- 多摩市立聖ヶ丘中学校[6]